# کازوما کیتا
کازوما کیتا (انگلیسی: Kazuma Kita؛ زادهٔ ۲۱ دسامبر ۱۹۸۱) بازیکن فوتبال اهل ژاپن است.